# Kempten
Kempten é uma cidade da Alemanha localizada na região administrativa da Suábia, estado da Baviera.
Kempten é uma cidade independente (Kreisfreie Städte) ou distrito urbano (Stadtkreis), ou seja, possui estatuto de distrito (kreis).
Era chamada de Carbodunum durante o período romano.
|  |

## Geografia

### Clima
| Dados climatológicos para Kempten     | Dados climatológicos para Kempten | Dados climatológicos para Kempten | Dados climatológicos para Kempten | Dados climatológicos para Kempten | Dados climatológicos para Kempten | Dados climatológicos para Kempten | Dados climatológicos para Kempten | Dados climatológicos para Kempten | Dados climatológicos para Kempten | Dados climatológicos para Kempten | Dados climatológicos para Kempten | Dados climatológicos para Kempten | Dados climatológicos para Kempten |
| Mês                                   | Jan                               | Fev                               | Mar                               | Abr                               | Mai                               | Jun                               | Jul                               | Ago                               | Set                               | Out                               | Nov                               | Dez                               | Ano                               |
| ------------------------------------- | --------------------------------- | --------------------------------- | --------------------------------- | --------------------------------- | --------------------------------- | --------------------------------- | --------------------------------- | --------------------------------- | --------------------------------- | --------------------------------- | --------------------------------- | --------------------------------- | --------------------------------- |
| Temperatura máxima recorde (°C)       | 18,2                              | 20,1                              | 22,5                              | 28,5                              | 30,8                              | 33,7                              | 35,4                              | 34,0                              | 30,3                              | 27,0                              | 23,4                              | 18,6                              | 35,4                              |
| Temperatura máxima média (°C)         | 3,1                               | 4,4                               | 8,8                               | 12,8                              | 17,6                              | 20,7                              | 22,8                              | 22,6                              | 18,4                              | 14,0                              | 7,7                               | 4,1                               | 13,1                              |
| Temperatura média (°C)                | −1,0                              | −0,2                              | 3,8                               | 7,3                               | 11,9                              | 15,3                              | 17,3                              | 17,1                              | 13,3                              | 9,1                               | 3,5                               | 0,2                               | 8,1                               |
| Temperatura mínima média (°C)         | −5,2                              | −4,8                              | −1,1                              | 1,8                               | 6,2                               | 9,9                               | 11,8                              | 11,5                              | 8,1                               | 4,3                               | −0,8                              | −3,8                              | 3,2                               |
| Temperatura mínima recorde (°C)       | −29,8                             | −23,5                             | −23,7                             | −9,4                              | −4,2                              | 1,2                               | 4,4                               | 1,9                               | −1,8                              | −7,9                              | −17,0                             | −21,0                             | −29,8                             |
| Precipitação (mm)                     | 86,4                              | 73,5                              | 87,9                              | 82,9                              | 118,7                             | 150,1                             | 145,0                             | 143,1                             | 104,8                             | 82,3                              | 85,6                              | 93,5                              | 1 253,8                           |
| Fonte: Weather and climate in Kempten |                                   |                                   |                                   |                                   |                                   |                                   |                                   |                                   |                                   |                                   |                                   |                                   |                                   |